# リュードベリ状態
原子または分子のリュードベリ状態（リュードベリじょうたい、英: Rydberg states）は、リュードベリの公式に従うエネルギーを持つ電子的な励起状態である。リュードベリ系列のエネルギーはイオン化エネルギーを持つイオン化状態に収束する。リュードベリの公式は原子のエネルギー準位を記述するために開発されたものの、水素原子とおおよそ似た電子構造を持つその他多くの系を記述するために使用されてきた。一般に、十分高い主量子数、励起電子において、イオン性内殻系は水素様系の一般的性質を有し、エネルギー準位はリュードベリの公式に従う。リュードベリ状態はイオンのエネルギーに収束するエネルギーを持つ。イオン化エネルギー閾値は原子あるいは分子のイオン芯から電子を完全に解放するために必要なエネルギーである。実際には、リュードベリ波束は水素様原子に対するレーザーパルスによって作り出され、したがってリュードベリ状態の重ね合わせ状態にいる。ポンプ-プローブ実験を使った現代の研究では、分子的経路（例えば、(NO)2の解離）がこれらの特別な状態を経ることを示している。

## リュードベリ系列
リュードベリ系列は、イオン芯からの電子の部分的除去に関連したエネルギー準位を記述する。個々のリュードベリ系列は、特定のイオン芯配置と関連したイオン化エネルギー閾値に収束する。これらの量子化されたリュードベリエネルギー準位は、準古典的なボーアの原子描像と関連付けることができる。イオン化閾値エネルギーに近付くほど、主量子数は高くなり、「近い閾値リュードベリ状態」間のエネルギー差は小さくなる。電子がより高いエネルギー準位に昇位すると、イオン芯からの電子の空間的偏位が大きくなり、系はボーアの準古典的描像にむしろ近い。

## リュードベリ状態のエネルギー
リュードベリ状態のエネルギーは、リュードベリの公式において量子欠損と呼ばれる補正を含めることによって精緻化することがでいる、「量子欠損」補正は分散したイオン芯の存在と関連している。多くの電子的励起分子系についてさえも、励起電子とのイオン芯相互作用は水素原子中の陽子と電子との間の相互作用の一般的側面を呈しうる。これらの状態の分光的帰属はリュードベリの公式に従い、分子のリュードベリ状態と呼ばれる。

## 分子のリュードベリ状態
リュードベリ系列のエネルギーの公式は水素様原子構造の結果であるものの、リュードベリ状態は分子においても存在する。高いリュードベリ状態の波動関数は非常に拡散しており、半径は無限大に近づく。結果として、いかなる孤立した中性分子もリュードベリ限界では水素様原子のように振る舞う。複数の安定な一価のカチオン（陽イオン）を持つ分子では、複数のリュードベリ状態が存在するかもしれない。分子スペクトルの複雑さのため、分子の低いリュードベリ状態はしばしば似たエネルギーを持つ原子価状態と混合し、したがって純粋なリュードベリ状態ではない。